# Miloš Tomáš (fotbalista)
Miloš Tomáš (* 9. ledna 1968) je bývalý slovenský fotbalista, obránce.

## Fotbalová kariéra
Hrál za ŠK Slovan Bratislava, DAC Dunajská Streda, 1. FC Saarbrücken, Rot-Weiss Essen, FC Carl Zeiss Jena a Artmedia Petržalka. V evropských pohárech nastoupil ve 2 utkáních.

## Funkcionářská kariéra
V letech 2007-2010 byl generálním sekretářem slovenského fotbalového svazu.